# Abd al-Aziz ibn Ulugh Beg
Abd al-Aziz ibn Ulugh Beg fou un príncep timúrida fill d'Ulugh Beg, net de Xah Rukh i besnet de Tamerlà.
Era probablement el fill petit d'Ulugh Beg que va tenir quatre fills mascles: Abd Allah, nascut el juliol de 1420, que segurament va morir jove, ja que no és esmentat posteriorment; Abd al-Rahman, nascut el 1421 a Bukharà, que va morir a Samarcanda el 1432 als 11 anys; Abd al-Latif Mirza (data de naixement desconeguda, circumcidat el 1427) i el mateix Abd al-Aziz (tampoc es coneix la data de naixement). Segurament Abd Allah i Abd al-Latif foren criats a Herat mentre que Abd al-Rahman i Abd al-Aziz es van criar a la cort del pare a Samarcanda. Mort Abd al-Rahman, Ulugh Beg va mostrar preferència pel seu fill Abd al-Aziz (amb el qual convivia) sobre Abd al-Latif, absent a Herat. El 1433 el seu pare li va assignar com esposa a una filla de Ways Khan de Mogulistan. El 1434 va rebre el títol de kan i es van construir alguns edificis en nom seu; la seva circumcisió es va fer a Samarcanda amb gran pompa.
A l'inici del 1449 Abd al-Latif governava a Balkh quan es va produir al seu territori la revolta d'un tal Miranshah, del que només se sap que era descendent de Tamerlà; derrotat el rebel es van trobar documents que indicaven que la seva revolta havia estat instigada pel sulta Ulugh Beg, pare d'Abd al-Latif, que va invocar això com excusa per revoltar-se a la primavera del 1449. Quan Ulug Beg concentrava les seves forces per sotmetre al fill, aquest va agafar el control del riu i va abolir les taxes del comerç amb l'Índia, el que va causar una baixada immediata dels ingressos d'Ulugh Beg, al mateix temps que permetia al rebel aixecar un exèrcit contra el pare. Ulugh Beg va sortir de Samarcanda deixant al poder a la ciutat al seu fill petit Abd al-Aziz ibn Ulugh Beg i va anar a buscar a Abd al-Latif. Els dos contingents es van trobar a la vora de l'Oxus i durant tres mesos van restar front a front.
Es diu que Abd al-Aziz oprimia a les famílies dels caps religiosos que acompanyaven al sultà Ulug Beg, i això es va saber a la zona del riu on era el sultà; Ulugh Beg va estar a punt de ser fet presoner per aquestos caps religiosos i entregat a Abd al-Latif i va tenir dificultats per calmar-los; quan ho va aconseguir va escriure una carta a Abd al-Aziz amb instruccions.
Poc després la tribu turcmana dels arghun es va revoltar proclamant sultà al jove Abu Saïd (de 12 anys), net de Miran Xah, i assetjant Samarcanda; la tribu no podia ser gaire nombrosa i no podia representar un perill greu però sembla que l'hostilitat del clergat (especialment de Bukharà) contra Abd al-Aziz s'havia fet general. Quan Ulugh Beg ho va saber (el setge de Samarcanda ja havia començat) va considerar que la seva presència es feia necessària a la capital i va retornar, va restablir l'orde i va foragitar als arghuns assetjants.
Quan la situació va estar en calma Ulugh Beg va tornar a marxar contra Abd al-Latif, però aquesta vegada es va emportar amb ell al seu fill Abd al-Aziz deixant el govern de Samarcanda a un notable de nom Miranshah Qaushin.
Mentre Abd al-Latif va obtenir el suport de Khodja Ubayd Allah Akrar, cap de la confraria nakshbandita i va travessar el riu ocupant Tirmidh i Xahrisabz on les tropes locals se li van unir. Finalment la batalla es va produir a la vora de la capital, a Dimishq (vers final de setembre o primers d'octubre), i Abd al-Latif va obtenir una victòria completa; Ulugh Beg va fugir cap a Samarcanda i va intentar resistir a la ciutadella però Miranshah Qaushin li va tancar les portes, i amb el seu fill Abd al-Aziz i alguns fidels va marxar cap a la fortalesa de Xahrukhia, on igualment el governador Ibrahim ibn Pulad li va refusar l'entrada i va intentar capturar-lo; Ulugh Beg va preferir sotmetre's al seu fill Abd al-Latif que ja havia entrar a Samarcanda, i va retornar allí i es va rendir. Ulugh Beg i Abd al-Aziz van quedar presoners.
Ulugh Beg va demanar dedicar-se a la ciència i la religió i li fou concedit i es va preparar el seu viatge a la Meca per fer el pelegrinatge; però en secret Abd al-Latif va preparar el seu judici del seu pare. La peregrinació es va iniciar el 27 d'octubre o el 25 d'octubre segons Dawlatshah i ja el primer dia, fou desviat acompanyat d'una escorta al llogaret de Begum a 15 km al sud de Samarcanda, on esperaven Abbas i un altre home; el comerciant va decapitar a Ulugh Beg d'un sol cop d'espasa (el cap fou exposat al iwan de la seva madrassa a Samarcanda); el fill Abd al-Aziz, que no acompanyava el pare en el pelegrinatge, fou també executat per orde d'Abd al-Latif, al cap de pocs dies (la data exacte no s'esmenta però seria a finals d'octubre o primers de novembre).